# Росендал (Норвегия)
Росендал (норв. Rosendal) — населенный пункт в Норвегии, административный центр коммуны Квиннхерад в губернии Хордаланн в Норвегии. Официальный язык коммуны — нюнорск. Город расположен на южном берегу Хардангер-фьорда в 10 километрах западнее ледника Фолгефонна.

## Достопримечательности
Баронство Росендала — единственное в Норвегии баронство, так же самый маленький замок Скандинавии. Замок построен в 1665 году, и сейчас представляет собой музей, общественное пространство, образовательный центр и концертную площадку.